# Adoukandji
Adoukandji è un arrondissement del Benin situato nella città di Lalo (dipartimento di Kouffo) con 10.191 abitanti (dato 2006).